# Christoph Antweiler
Christoph Ulrich Michael Antweiler (* 23. Mai 1956 in Moers) ist ein deutscher Ethnologe und Südostasienwissenschaftler, der sich insbesondere mit Gesellschaften und Kulturen Indonesiens befasst. Er ist seit 2008 Professor für Südostasienwissenschaft an der Rheinischen Friedrich-Wilhelms-Universität Bonn.

## Leben
Nach dem Abitur am Comenius-Gymnasium Düsseldorf studierte Christoph Antweiler von 1975 bis 1983 Geologie und Paläontologie (ab 1976 im Nebenfach auch Ethnologie) an der Universität zu Köln und schloss als Diplom-Geologe ab. Er promovierte 1987 im Fach Völkerkunde, seine Dissertation über Kulturevolution wurde magna cum laude bewertet. Von 1988 bis 1995 war Antweiler wissenschaftliche Hilfskraft bzw. wissenschaftlicher Mitarbeiter am Institut für Völkerkunde in Köln. Er verbrachte 1991/92 ein Jahr zur Feldforschung in Ujung Pandang (heute Makassar) auf der indonesischen Insel Sulawesi. 
Seine Habilitation über „Stadtkultur und Mobilität in Süd-Sulawesi“ (Indonesien) schloss er 1996 ebenfalls in Köln ab und wurde im selben Jahr als Professor (C3) für Ethnologie an die Universität Trier berufen. Dort war er zudem 1998 bis 2002 stellvertretender Vorsitzender, von 2004 bis 2005 Vorsitzender des Zentrums für Ostasien-Pazifik-Studien (ZOPS) sowie Sprecher der Abteilung Soziologie/Ethnologie. Seit 2008 lehrt Antweiler als Professor für Südostasienwissenschaft am Institut für Orient- und Asienwissenschaften der Rheinischen Friedrich-Wilhelms-Universität Bonn und leitete bis 2022 auch die dortige Abteilung für Südostasienwissenschaft.
Antweiler war von 1993 bis 1995 Geschäftsführer der Arbeitsgemeinschaft Entwicklungsethnologie e. V. (AGEE) und von 2003 bis 2005 deren Vorsitzender. Er fungierte ab 1997 als Sprecher der Arbeitsgemeinschaft Entwicklungsethnologie in der Deutschen Gesellschaft für Völkerkunde. Er wurde 2010 in den Beirat „Präsentationen der außereuropäischen Sammlungen im Humboldt-Forum“ berufen. Seit 2011 ist Antweiler Mitglied des Beirates der Giordano-Bruno-Stiftung. Im selben Jahr wurde er als Mitglied der Academia Europaea benannt. Seit 2018 gehört er dem Kuratorium für den Hans-Kilian-Preis der Köhler-Stiftung an.
Christoph Antweiler ist Mitglied im Netzwerk Wissenschaftsfreiheit.
Christoph Antweiler ist verheiratet und hat zwei erwachsene Söhne.

## Schriften (Auswahl)
- Kulturevolution als transgenerationaler Wandel. Probleme des neueren Evolutionismus und Lösungsansätze dargestellt unter besonderer Berücksichtigung der angloamerikanischen Diskussion um sogenannte kulturelle Selektion. Dietrich Reimer Verlag, Berlin 1988.
- Urbane Rationalität. Eine stadtethnologische Studie zu Ujung Pandang (Makassar), Indonesien. Dietrich Reimer Verlag, Berlin 2000.
- Ethnologie lesen. Ein Führer durch den Bücher-Dschungel. Lit Verlag, Münster, 3., wesentlich erweiterte Aufl. 2003.
- Populäre Ethnologie. Ein Literaturführer von verständlicher Wissenschaft bis zum Exotik-Roman. Dieter Reimer Verlag, Berlin 2005.
- Grundpositionen interkultureller Ethnologie (= IKB, Band 79), Verlag Traugott Bautz, Nordhausen 2007, ISBN 978-3-88309-257-7.
- Was ist den Menschen gemeinsam? Über Kultur und Kulturen. Wissenschaftliche Buchgesellschaft, Darmstadt 2007; 2., erweiterte und überarbeitete Auflage 2009.
- Heimat Mensch. Was uns alle verbindet. Murmann Verlag, Hamburg 2009.
- Mensch und Weltkultur. Für einen realistischen Kosmopolitismus im Zeitalter der Globalisierung. Transcript, Bielefeld 2011, ISBN 978-3-8376-1634-7.
- Inclusive Humanism. Anthropological Basics for a Realistic Cosmopolitanism. V&R Unipress, Göttingen / National Taiwan University Press, Taipei 2012.
- Our Common Denominator. Human Universals Revisited. Berghahn Books, New York und Oxford 2016.
- Anthropologie im Anthropozän. Theoriebausteine für das 21. Jahrhundert. wbg Academic, Darmstadt 2022.
- Anthropology in the Anthropocene. An Earthed Theory for Our Extended Present. Springer, Cham 2024.
- Menschen machen Erdgeschichte. Unsere Welt im Anthropozän. Oekom, München 2025.